# Carlos Mantilla
Carlos Mantilla Rodríguez, nacido en Sober, Lugo el 10 de julio de 1944 y fallecido en Vigo el 23 de noviembre de 2020, fue un economista, abogado y político español, militante del PPdG y presidente-decano del Colegio de Economistas de Pontevedra.

## Trayectoria
Su familia, que procedía de la parroquia de Rosende (Sober), se trasladó a Vigo cuando él tenía diez años.
Licenciado en Derecho por la Universidad Camilo José Cela de Madrid y en Ciencias Económicas y comerciales por la Universidad de Bilbao. Doctor en Economía y auditor de Contas ROAC. Ejerció como abogado y fue concejal y portavoz del Partido Popular en el ayuntamiento de Vigo (1983-1991), diputado provincial y vicepresidente de la Diputación de Pontevedra (1987-1991), senador por la provincia de Pontevedra en la IV Legislatura (1989-1993) y diputado en el Congreso de los Diputados de España durante las legislaturas V, VI , VII y VIII (1993-2008).
Durante la década de los años 1970, fue director económico y de personal del astillero Vulcano. Desde 2008 hasta 2013 fue vicepresidente del Consejo Superior de Colegios de Titulados Mercantiles de España. Desde 2013 fue vocal del Consejo General de Economistas de España.
La fiscalía presentó en noviembre de 2015 una querella contra él que fue archivada.
En febrero de 2019 fue elegido por una amplia mayoría  decano-presidente del Colegio de Economistas de Pontevedra.

## Reconocimientos
- Miembro de Honra del Registro de Auditores de España (2016).
- Medalla de Oro del Instituto de Censores de Cuentas de España.[6]
- Titulado Mercantil y Empresarial del Año 2015 por Consejo Superior de Colegios Oficiales de Titulados Mercantiles.[6]
- Medalla del Mérito Pesquero otorgada por el ministro de Agricultura, Ganadería y Pesca.[6]
- Cruz de Honor de  San Raimundo de Peñafort por unanimidad del Congreso de los Diputados por ser principal relator de la Ley Concursal.
- Insignia de oro y brillante, "in memoriam", del Colegio de Economistas de Pontevedra.[7]